# Hèrcules II d'Este

Imatge de l'escut d'armes de la Casa d'Este vers l'any 1535

Hèrcules II d'Este, també anomenat Hèrcules II de Ferrara o Hèrcules II de Mòdena (1508 - Ferrara, Ducat de Ferrara, 3 d'octubre de 1559), membre de la Casa d'Este, fou el duc de Ferrara i Mòdena entre 1534 i 1559.

## Família
Va néixer el 5 d'abril de 1508 sent fill del duc Alfons I d'Este i la seva segona esposa, Lucrècia Borja. Fou net per línia paterna d'Hèrcules I d'Este i Elionor de Nàpols, i per línia materna del Roderic de Borja, futur papa Alexandre VI, i la seva amistançada Vannozza Cattanei. Fou germà, entre d'altres, del cardenal Hipòlit d'Este i d'Alfons d'Este.
Es casà el 28 de juny de 1528 a la ciutat de París amb la princesa Renata de França, filla del rei Lluís XII de França i Anna de Bretanya. D'aquesta unió nasqueren:
- Anna d'Este (1531 - 1607), casada el 1548 amb Francesc de Guisa i el 1566 amb Jaume de Savoia-Nemours
- Alfons II d'Este (1533 - 1597), duc de Ferrara i Mòdena
- Lluís d'Este (1538 - 1586), cardenal
- Lucrècia Maria d'Este (1535 - 1598), casada el 1570 amb Francesc Maria II della Rovere
- Elionor d'Este (1537 - 1581)

## Ascens al poder
A la mort del seu pare, ocorreguda el juny de 1534, Hèrcules fou nomenat duc de Ferrara i Mòdena, resolent els problemes inicials del seu pare amb el papat. Quan Enric II de França inicià les seves activitats militars a la península Itàlica, ràpidament Hèrcules II formà una Lliga contra Carles V del Sacre Imperi Romanogermànic juntament amb els Estats Pontificis i el mateix Regne de França, si bé la concentració de les tropes franceses entorn del Regne de Nàpols (clar objectiu francès) desagradà Hèrcules II. Aquest, gràcies a la mediació de Cosme I de Mèdici, arribà a un acord amb l'imperi Espanyol, garantint la integritat dels seus dominis a canvi d'expulsar de la seva cort la majoria profrancesa.
Gràcies al dot i renda vitalícia concedit a la seva esposa per part de Francesc I de França, rei i cunyat de Renata, aquesta aconseguí reunir al voltant de la seva cort artistes i intel·lectuals com Bernardo Tasso i Fulvio Pellegrini Morato. Sota la pressió, però, de la Cúria romana va expulsar del Ducat de Ferrara i Mòdena autors acusats d'heretgia com Joan Calví, i instaurà la inquisició als ducats, convertint els seus dominis en un dels principals centres de difusió de la Reforma a Itàlia.
Morí el 1559 a la ciutat de Ferrara, on està actualment enterrat.